# Colibrí del Chimborazo
El colibrí del Chimborazo (Oreotrochilus chimborazo) és una espècie d'ocell de la família dels troquílids (Trochilidae) que habita vessants rocoses dels Andes, des del sud de Colòmbia fins l'Equador central.